# Carl Anton Larsen
Carl Anton Larsen (født 27. august 1860, død 8. december 1924) var en norsk hvalfanger, sydhavsfarer og opdagelsesrejsende. Han var oprindelig fra Østre Halsen i Tjølling kommune (nuværende Larvik kommune), men flyttede senere til Sandefjord.

## Antarktis
Larsen opdagede i perioden 1892–1894 øer og landområder i Antarktis og var kaptajn på båden "Antarctica" på Otto Nordenskiölds forskningsekspedition til Antarktis. Der tilbragte Nordenskjöld vinteren sammen med sine fire forskere på øen Snow Hill.
Larsen-iskappen i det nordvestlige Weddellhavet, lige ved østkysten af den Antarktiske Halvø, er opkaldt efter Carl A. Larsen. Han sejlede langs denne kyst i 1893. Området er 86.000 km², ekskluderet en del øer som er dækket af isen.
Larsen førte i 1924 den første norske pelagiske ekspedition til Rosshavet, hvor han døde.

## Sydgeorgien og hvalfangst
Larsen grundlagde Grytviken på Sydgeorgien 16. november 1904 som en hvalfangststation for hans selskab Compañía Argentina de Pesca. Selskabet havde stor økonomisk succes i begyndelsen, men blev nedlagt i 1966 på grund af overbeskatning af hvalbestanden.